# Океан (Керч)
«Океан» — український футбольний клуб з міста Керч, Автономна Республіка Крим. Клуб виступав у чемпіонаті України серед команд другої ліги в сезоні 1996/97.

## Попередні назви
- 1938: «Сталь»
- 1939—1964: «Металург»
- 1965—1978: «Авангард»
- 1979—1992: «Океан»
- 1992—1993: «Войковець»
- 1994: «Металург»
- 1995: «Океан»
- 1996—2012: «Портовик»
- 2012 — …: «Океан»

## Історія
Команда «Портовик» є наступницею відомих керченських команд, які виступали у другій лізі чемпіонату СРСР і України. Уперше Керч на всесоюзній арені була представлена командою «Сталь» у Кубку СРСР ще в 1938 році.
Керченські команди виступали у першостях Криму і розіграшах Кубка Криму. Десять разів вони ставали чемпіонами Криму і вісім разів — володарями Кубка. Були багаторазовими призерами першостей і фіналістами розіграшів Кубка Криму.
У 1962 році команда «Металург», як представник Камиш-Бурунського залізорудного комбінату, завоювала право виступати у першості СРСР у класі «Б». Там «Металург», а згодом «Авангард», провели 7 сезонів, займаючи місця у другій десятці.
Через 10 років у другій радянській лізі з'явився керченський «Океан». Головним досягненням цієї команди став сезон 1988 року, коли керченці під керівництвом Віталія Шаличева зайняли 4-е місце серед команд-майстрів другої ліги першості СРСР.
Перший сезон після здобуття Україною незалежності, «Океан» провів в перехідній лізі, де з 17-ма очками зайняв 6-е місце серед 9-ти колективів. Наступного сезону змінилися спонсори, «Океан» став «Войковцем» і піднявся на одну сходинку вгору — 5-е місце. Цього стало достатньо для підвищення у класі. У другій лізі спочатку «Войковець», а пізніше «Океан» 2 сезони поспіль незмінно займали 19-е місце. З наступного сезону команди в другій лізі почали ділитися на групи, але в жодній з них керченців не виявилось. В цьому сезоні з'явився «Портовик». Він став переможцем своєї групи в аматорській лізі України і підвищився в класі. Наступний сезон 1996/97 провів у другій лізі, і завершив його останнім. По закінченні сезону «Портовик» був позбавлений професіонального статусу.

## Всі сезони в незалежній Україні
| Сезон   | Чемпіонат                | Чемпіонат | Чемпіонат | Чемпіонат | Чемпіонат | Чемпіонат | Чемпіонат | Чемпіонат | Кубок        | Кубок | Кубок | Кубок | Кубок | Кубок | Кубок | Примітка                                     |
| Сезон   | Ліга                     | Місце     | І         | В         | Н         | П         | М         | О         | Етап         | І     | В     | Н     | П     | М     | О     | Примітка                                     |
| ------- | ------------------------ | --------- | --------- | --------- | --------- | --------- | --------- | --------- | ------------ | ----- | ----- | ----- | ----- | ----- | ----- | -------------------------------------------- |
| 1992    | Перехідна Друга підгрупа | 6 з 9     | 16        | 6         | 5         | 5         | 16−10     | 17        | —            | —     | —     | —     | —     | —     | —     | «Океан»                                      |
| 1992/93 | Перехідна                | 5 з 18    | 34        | 17        | 8         | 9         | 47−32     | 42        | —            | —     | —     | —     | —     | —     | —     | Перше коло — «Океан», друге — «Войковець»    |
| 1993/94 | Друга                    | 19 з 22   | 42        | 12        | 11        | 19        | 50−69     | 35        | 1/16 фіналу  | 4     | 2     | 0     | 2     | 4−5   | 4     | Перше коло — «Войковець», друге — «Металург» |
| 1994/95 | Друга                    | 19 з 22   | 42        | 11        | 5         | 26        | 42−67     | 38        | 1/64 фіналу  | 1     | 0     | 0     | 1     | 0−6   | 0     | Перше коло — «Металург», друге — «Океан»     |
| 1995/96 | —                        | —         | —         | —         | —         | —         | —         | —         | 1/64 фіналу  | 0     | 0     | 0     | 0     | 0−0   | 0     | «Океан», знявся із змагань до початку сезону |
| 1996/97 | Друга Група Б            | 17 з 17   | 32        | 6         | 5         | 21        | 27−57     | 23        | 1/128 фіналу | 1     | 0     | 0     | 1     | 0−1   | 0     | «Портовик»                                   |
| Всього  | Перехідна                | 2 сезони  | 50        | 23        | 13        | 14        | 63−42     | 59        | >3 сезони    | 6     | 2     | 0     | 4     | 4−12  | 4     |                                              |
| Всього  | Друга                    | 3 сезони  | 116       | 29        | 21        | 66        | 119−193   | 79        |              |       |       |       |       |       |       |                                              |